# Persone di cognome Brown
| Questa pagina contiene informazioni ricavate automaticamente dalle voci biografiche con l'ausilio del template Bio e di un bot. L'aggiornamento è periodico e automatico e ricostruisce completamente la pagina. Se manca una persona in questa lista, sei pregato di non aggiungerla, ma accertati piuttosto che la sua voce biografica contenga il template Bio e che i dati anagrafici siano correttamente compilati. Se il template Bio manca, inseriscilo tu stesso o, in alternativa, metti l'avviso {{tmp\|Bio}} che ne segnala la mancanza. Se i dati riportati sono sbagliati, correggi direttamente la voce biografica; le modifiche saranno visibili in questa lista entro pochi giorni. Per chiarimenti vedi il progetto antroponimi. La lista contiene solo le 591 persone che sono citate nell'enciclopedia e per le quali è stato implementato correttamente il template Bio. Pagina aggiornata al 23 lug 2025. |

Questa è una lista di persone presenti nell'enciclopedia che hanno il cognome Brown, suddivise per attività principale.

## Agronomi(1)
- Lester R. Brown, agronomo, scrittore e ambientalista statunitense (Bridgeton, n. 1934)

## Allenatori di calcio(13)
- Jim Brown, allenatore di calcio e calciatore scozzese (Kilmarnock, n. 1908 - Berkeley Heights, † 1994)
- Carl Brown, allenatore di calcio e ex calciatore giamaicano (Kingston, n. 1950)
- C.J. Brown, allenatore di calcio e ex calciatore statunitense (Eugene, n. 1975)
- John Brown, allenatore di calcio e ex calciatore scozzese (Stirling, n. 1962)
- José Luis Brown, allenatore di calcio e calciatore argentino (Ranchos, n. 1956 - Buenos Aires, † 2019)
- Ken Brown, allenatore di calcio e ex calciatore inglese (Forest Gate, n. 1934)
- Laurie Brown, allenatore di calcio e calciatore inglese (Shildon, n. 1937 - Newton Aycliffe, † 1998)
- Michael Brown, allenatore di calcio e ex calciatore inglese (Hartlepool, n. 1977)
- Phil Brown, allenatore di calcio e ex calciatore inglese (South Shields, n. 1959)
- Bobby Brown, allenatore di calcio e ex calciatore inglese (Streatham, n. 1940)
- Scott Brown, allenatore di calcio e ex calciatore scozzese (Dunfermline, n. 1985)
- Wayne Brown, allenatore di calcio e ex calciatore inglese (Barking, n. 1977)
- Willie Brown, allenatore di calcio e calciatore scozzese (Larkhall, n. 1922 - Ronaldsay, † 1978)

## Allenatori di football americano(1)
- Paul Brown, allenatore di football americano statunitense (Norwalk, n. 1908 - Cincinnati, † 1991)

## Allenatori di pallacanestro(5)
- Chucky Brown, allenatore di pallacanestro e ex cestista statunitense (New York, n. 1968)
- Dave Brown, allenatore di pallacanestro statunitense (Green Bay, n. 1933 - Dallas, † 2009)
- Herb Brown, allenatore di pallacanestro statunitense (Brooklyn, n. 1936)
- Dale Brown, allenatore di pallacanestro statunitense (Minot, n. 1935)
- Larry Brown, allenatore di pallacanestro e ex cestista statunitense (Brooklyn, n. 1940)

## Alpinisti(1)
- Thomas Graham Brown, alpinista e fisiologo inglese (Edimburgo, n. 1882 - Edimburgo, † 1965)

## Altisti(1)
- Leroy Brown, altista statunitense (New York, n. 1902 - Sharon, † 1970)

## Ammiragli(1)
- William Brown, ammiraglio irlandese (Foxford, n. 1777 - Buenos Aires, † 1857)

## Antropologi(1)
- Joseph Epes Brown, antropologo e storico delle religioni statunitense (Ridgefield, n. 1920 - Stevensville, † 2000)

## Architetti(1)
- Neave Brown, architetto e artista britannico (Utica, n. 1929 - Londra, † 2018)

## Architetti del paesaggio(1)
- Lancelot Brown, architetto del paesaggio inglese (Kirkharle, n. 1716 - Londra, † 1783)

## Arciere(1)
- Mackenzie Brown, arciera statunitense (Flint, n. 1995)

## Arcivescovi cattolici(1)
- Charles John Brown, arcivescovo cattolico statunitense (New York, n. 1959)

## Artisti marziali misti(2)
- Matt Brown, artista marziale misto statunitense (Jamestown, n. 1981)
- Mike Brown, artista marziale misto statunitense (Portland, n. 1975)

## Assassine(1)
- Ruth Snyder, assassina statunitense (New York, n. 1895 - Ossining, † 1928)

## Astronauti(3)
- Curtis Brown, ex astronauta statunitense (Elizabethtown, n. 1956)
- David McDowell Brown, astronauta statunitense (Arlington, n. 1956 - Texas, † 2003)
- Mark Neil Brown, ex astronauta statunitense (Valparaiso, n. 1951)

## Astronomi(3)
- Basil Brown, astronomo e archeologo britannico (Bucklesham, n. 1888 - Rickinghall, † 1977)
- Michael E. Brown, astronomo statunitense (Huntsville, n. 1965)
- Robert Hanbury Brown, astronomo e fisico britannico (Aruvankadu, n. 1916 - Andover, † 2002)

## Attivisti(3)
- Henry Box Brown, attivista e illusionista statunitense (Contea di Louisa, n. 1815 - Toronto, † 1897)
- John Brown, attivista statunitense (Torrington, n. 1800 - Charles Town, † 1859)
- Peter T. Brown, attivista britannico (Oxford)

## Attori(39)
- Chris Barrie, attore britannico (Hannover, n. 1960)
- Adam Brown, attore e comico britannico (Hungerford, n. 1980)
- Barry Brown, attore statunitense (San Jose, n. 1951 - Silver Lake, † 1978)
- Bille Brown, attore australiano (Biloela, n. 1952 - Brisbane, † 2013)
- Billy Brown, attore statunitense (Inglewood, n. 1970)
- Billy Aaron Brown, attore statunitense (Clarinda, n. 1981)
- Brennan Brown, attore statunitense (Los Angeles, n. 1968)
- Bryan Brown, attore australiano (Sydney, n. 1947)
- Clancy Brown, attore e doppiatore statunitense (Urbana, n. 1959)
- Eli Brown, attore statunitense (Eugene, n. 1999)
- Eric Brown, attore statunitense (New York, n. 1964)
- Eric Lively, attore statunitense (Atlanta, n. 1981)
- Everett Brown, attore statunitense (Contea di Smith, n. 1902 - New York, † 1953)
- Garrett M. Brown, attore statunitense (Michigan, n. 1948)
- James Brown, attore statunitense (Desdemona, n. 1920 - Woodland Hills, † 1992)
- Wes Brown, attore statunitense (Fort Worth, n. 1982)
- Joe Brown, attore statunitense (New York, n. 1884 - Hollywood, † 1965)
- Kevin Brown, attore statunitense (n. 1972)
- Lew Brown, attore statunitense (Goltry, n. 1925 - La Jolla, † 2014)
- Max Brown, attore britannico (Ilkley, n. 1981)
- Miles Brown, attore, ballerino e cantante statunitense (Oxnard, n. 2004)
- Orlando Brown, attore e comico statunitense (Los Angeles, n. 1987)
- Peter Brown, attore statunitense (New York, n. 1935 - Phoenix, † 2016)
- Phil Brown, attore statunitense (Cambridge, n. 1916 - Woodland Hills, † 2006)
- Ralph Brown, attore e drammaturgo britannico (Cambridge, n. 1957)
- Rob Brown, attore e personaggio televisivo statunitense (New York, n. 1984)
- Robert Brown, attore britannico (Swanage, n. 1921 - Swanage, † 2003)
- Robert Curtis Brown, attore statunitense (Bucks County, n. 1957)
- Reb Brown, attore statunitense (Los Angeles, n. 1948)
- Robert Brown, attore statunitense (Trenton, n. 1926 - Ojai, † 2022)
- Roger Aaron Brown, attore statunitense (Washington, n. 1949)
- Russ Brown, attore statunitense (Filadelfia, n. 1892 - Englewood, † 1964)
- Sterling K. Brown, attore statunitense (Saint Louis, n. 1976)
- Thomas Wilson Brown, attore statunitense (Lusk, n. 1972)
- Timmy Brown, attore e giocatore di football americano statunitense (Richmond, n. 1937 - Palm Springs, † 2020)
- Tom Brown, attore e modello statunitense (New York, n. 1913 - Los Angeles, † 1990)
- Wally Brown, attore statunitense (Malden, n. 1904 - Los Angeles, † 1961)
- Wendell Burton, attore statunitense (San Antonio, n. 1947 - Houston, † 2017)
- Wren T. Brown, attore statunitense (Los Angeles, n. 1964)

## Attrici(30)
- Betty Brown, attrice statunitense (n. 1892 - Victorville, † 1975)
- Blair Brown, attrice statunitense (Washington, n. 1946)
- Blake Lively, attrice statunitense (Los Angeles, n. 1987)
- Brianna Brown, attrice e produttrice cinematografica statunitense (Saint Paul, n. 1979)
- Cascade Brown, attrice britannica (Londra, n. 1987)
- Eleonora Brown, attrice italiana (Napoli, n. 1948)
- Cocoa Brown, attrice e comica statunitense (Newport News, n. 1972)
- Julie Brown, attrice, cantante e sceneggiatrice statunitense (Van Nuys, n. 1958)
- Julie Caitlin Brown, attrice statunitense (San Francisco, n. 1961)
- June Brown, attrice britannica (Needham Market, n. 1927 - † 2022)
- Kimberlin Brown, attrice statunitense (Hayward, n. 1961)
- Kimberly Brown, attrice statunitense (Gaithersburg, n. 1984)
- Lucy Brown, attrice inglese (Crawley, n. 1979)
- Maddison Brown, attrice e modella australiana (Melbourne, n. 1997)
- Maxine Brown, attrice statunitense (Denver, n. 1897 - Alameda, † 1956)
- Millie Bobby Brown, attrice e produttrice cinematografica britannica (Marbella, n. 2004)
- Miquel Brown, attrice e cantante canadese (Montreal, n. 1945)
- Natalie Brown, attrice e modella canadese (Timmins, n. 1973)
- Olivia Brown, attrice statunitense (Francoforte, n. 1960)
- Pamela Brown, attrice britannica (Londra, n. 1917 - Londra, † 1975)
- Penny Brown, attrice e cantante statunitense (Sherman, Texas, n. 1941)
- Ritza Brown, attrice e produttrice cinematografica statunitense (n. 1956)
- Sarah Brown, attrice statunitense (Eureka, n. 1975)
- Simona Brown, attrice britannica (Londra, n. 1994)
- Sophina Brown, attrice statunitense (Saginaw, n. 1976)
- Strelsa Brown, attrice inglese (Tientsin, n. 1919 - † 1976)
- Susan Brown, attrice britannica (Bristol, n. 1946)
- Tally Brown, attrice e cantante statunitense (New York, n. 1924 - New York, † 1989)
- Vanessa Brown, attrice austriaca (Vienna, n. 1928 - Woodland Hills, † 1999)
- Yvette Nicole Brown, attrice e doppiatrice statunitense (East Cleveland, n. 1971)

## Attrici pornografiche(1)
- India, ex attrice pornografica e cantante statunitense (Compton, n. 1977)

## Aviatori(1)
- Roy Brown, aviatore canadese (Carleton Place, n. 1893 - Stouffville, † 1944)

## Avvocati(2)
- Addison Brown, avvocato, magistrato e botanico statunitense (West Newbury, n. 1830 - New York, † 1913)
- Jerry Brown, avvocato e politico statunitense (San Francisco, n. 1938)

## Bassisti(2)
- David Brown, bassista statunitense (New York, n. 1947 - Los Angeles, † 2000)
- Rex Brown, bassista statunitense (Graham, n. 1964)

## Batteristi(1)
- Mick Brown, batterista statunitense (n. 1956)

## Bibliotecari(1)
- Dee Brown, bibliotecario, storico e scrittore statunitense (Alberta, n. 1908 - Little Rock, † 2002)

## Biblisti(1)
- Scott Gregory Brown, biblista e teologo australiano (n. 1966)

## Biologi(1)
- Michael Stuart Brown, biologo e biochimico statunitense (New York, n. 1941)

## Bobbiste(1)
- Shelley-Ann Brown, bobbista canadese (Scarborough, n. 1980)

## Bobbisti(2)
- Ivan Brown, bobbista statunitense (Keene Valley, n. 1908 - Hartford, † 1963)
- Lascelles Brown, bobbista giamaicano (May Pen, n. 1974)

## Botaniche(1)
- Nellie A. Brown, botanica statunitense (n. 1876 - † 1956)

## Botanici(2)
- Nicholas Edward Brown, botanico britannico (Redhill, n. 1849 - Kew Gardens, † 1934)
- Robert Brown, botanico britannico (Montrose, n. 1773 - Londra, † 1858)

## Calciatori(46)
- Archie Brown, calciatore inglese (Birmingham, n. 2002)
- Adin Brown, ex calciatore statunitense (Pleasant Hill, n. 1978)
- Alex Brown, ex calciatore liberiano (n. 1978)
- Allan Brown, calciatore e allenatore di calcio scozzese (Kennoway, n. 1926 - Richmond upon Thames, † 2011)
- Tony Brown, ex calciatore inglese (Oldham, n. 1945)
- Arthur Samuel Brown, calciatore inglese (Gainsborough, n. 1885 - † 1944)
- Arthur Alfred Brown, calciatore inglese (Birmingham, n. 1859 - † 1909)
- Brian Brown, calciatore giamaicano (Sandy Bay, n. 1992)
- Chris Brown, ex calciatore inglese (Durham, n. 1984)
- Ciaron Brown, calciatore nordirlandese (Hillingdon, n. 1998)
- Coventry Brown, calciatore inglese (n. 1910 - Dudley, † 2000)
- Davey Brown, calciatore statunitense (East Newark, n. 1898 - Kearny, † 1970)
- Deshorn Brown, calciatore giamaicano (Parrocchia di Manchester, n. 1990)
- Durrent Brown, ex calciatore giamaicano (Montego Bay, n. 1964)
- Eliseo Brown, calciatore argentino (Buenos Aires, n. 1888)
- Euon Brown, calciatore grenadino (n. 1987)
- Fred Brown, calciatore inglese (Leyton, n. 1931 - Surrey, † 2013)
- George Brown, calciatore e allenatore di calcio inglese (Mickley, n. 1903 - Birmingham, † 1948)
- Graham Brown, ex calciatore inglese (Matlock, n. 1946)
- Ian Brown, ex calciatore britannico (n. 1981)
- Isaiah Brown, ex calciatore inglese (Peterborough, n. 1997)
- Jack Brown, calciatore scozzese (Scozia)
- Jackie Brown, calciatore nordirlandese (Belfast, n. 1914 - † 1990)
- Jacob Brown, calciatore scozzese (Halifax, n. 1998)
- James Brown, calciatore scozzese (Leith, n. 1907)
- Craig Brown, calciatore e allenatore di calcio scozzese (Hamilton, n. 1940 - Ayr, † 2023)
- James Brown, calciatore maltese (Dover, n. 1998)
- Jason Brown, ex calciatore gallese (Southwark, n. 1982)
- Javain Brown, calciatore giamaicano (Kingston, n. 1999)
- Jermaine Brown, calciatore britannico (n. 1985)
- Jorge Gibson Brown, calciatore argentino (Jeppener, n. 1880 - San Isidro, † 1936)
- Juan Domingo Brown, calciatore argentino (n. 1888 - Mármol, † 1931)
- Kenny Brown, ex calciatore inglese (Barking, n. 1967)
- Leslie Brown, calciatore inglese (n. 1936 - † 2021)
- Mark Brown, ex calciatore scozzese (Motherwell, n. 1981)
- Marvin Brown, ex calciatore honduregno (n. 1974)
- Mickey Brown, ex calciatore inglese (Birmingham, n. 1968)
- Morgan Brown, calciatore inglese (Leicester, n. 1999)
- Nathaniel Brown, calciatore tedesco (Amberg, n. 2003)
- Paul Brown, calciatore britannico (Isole Cayman, n. 1991)
- Scott Brown, ex calciatore inglese (Wolverhampton, n. 1985)
- Tim Brown, ex calciatore neozelandese (Ascot, n. 1981)
- Troy Anthony Brown, ex calciatore gallese (Croydon, n. 1990)
- Warner Brown, calciatore giamaicano (Kingston, n. 2002)
- Wes Brown, ex calciatore inglese (Manchester, n. 1979)
- Billy Brown, calciatore inglese (Hetton-le-Hole, n. 1900 - Easington, † 1985)

## Calciatrici(3)
- Fiona Brown, calciatrice scozzese (n. 1995)
- Frankie Brown, calciatrice scozzese (n. 1987)
- Rachel Brown, ex calciatrice inglese (Burnley, n. 1980)

## Cantanti(23)
- Al B. Sure!, cantante, compositore e produttore discografico statunitense (Boston, n. 1968)
- Arthur Brown, cantante britannico (Whitby, n. 1942)
- Ayla Brown, cantante statunitense (Wrentham, n. 1988)
- Carlinhos Brown, cantante, compositore e percussionista brasiliano (Salvador, n. 1962)
- Charles Brown, cantante e pianista statunitense (Texas City, n. 1922 - Oakland, † 1999)
- Dennis Brown, cantante giamaicano (Kingston, n. 1957 - Kingston, † 1999)
- Divine Brown, cantante canadese (Toronto, n. 1974)
- James Brown, cantante statunitense (Barnwell, n. 1933 - Atlanta, † 2006)
- Jennifer Brown, cantante svedese (Hjällbo, n. 1972)
- Jocelyn Brown, cantante statunitense (Kinston, n. 1950)
- Joe Brown, cantante e chitarrista britannico (Swarby, n. 1941)
- Kaci Brown, cantante statunitense (Sulphur Springs, n. 1988)
- Kane Brown, cantante statunitense (Chattanooga, n. 1993)
- Melanie Brown, cantante e attrice britannica (Leeds, n. 1975)
- Roy Brown, cantante statunitense (New Orleans, n. 1925 - † 1981)
- Ruth Brown, cantante e attrice statunitense (Portsmouth, n. 1928 - Henderson, † 2006)
- Shirley Brown, cantante statunitense (West Memphis, n. 1947)
- Steven Brown, cantante e polistrumentista statunitense (Chicago, n. 1952)
- V V Brown, cantante britannica (Northampton, n. 1983)
- Willie Brown, cantante e chitarrista statunitense (Clarksdale, n. 1900 - Tunica, † 1952)
- Dobie Gray, cantante e cantautore statunitense (Simonton, n. 1940 - Nashville, † 2011)
- The King, cantante britannico (Belfast, n. 1968)
- Angie Stone, cantante statunitense (Columbia, n. 1961 - Montgomery, † 2025)

## Cantautori(5)
- Bobby Brown, cantautore, rapper e ballerino statunitense (Boston, n. 1969)
- Chris Brown, cantautore, ballerino e produttore discografico statunitense (Tappahannock, n. 1989)
- Lucky Daye, cantautore statunitense (New Orleans, n. 1985)
- Greg Brown, cantautore statunitense (n. 1949)
- Nacio Herb Brown, cantautore e compositore statunitense (Deming, n. 1896 - San Francisco, † 1964)

## Cantautrici(4)
- Georgia Brown, cantautrice italiana (Napoli, n. 1980)
- Ladyhawke, cantautrice e polistrumentista neozelandese (Distretto di Masterton, n. 1979)
- Sam Brown, cantautrice britannica (Stratford, n. 1964)
- Keisha Buchanan, cantautrice britannica (Londra, n. 1984)

## Cestiste(13)
- Cindy Brown, ex cestista statunitense (Portland, n. 1965)
- La'Shawn Brown, ex cestista statunitense (Cleveland, n. 1972)
- Lexie Brown, cestista statunitense (Boston, n. 1994)
- Antiesha Brown, ex cestista statunitense (Jacksonville, n. 1992)
- Amanda Brown, ex cestista canadese (Montréal, n. 1984)
- Barbara Brown, ex cestista statunitense (Dallas, n. 1958)
- Coretta Brown, ex cestista e allenatrice di pallacanestro statunitense (Statesboro, n. 1980)
- Edwina Brown, ex cestista e allenatrice di pallacanestro statunitense (Dallas, n. 1978)
- Kalani Brown, cestista statunitense (Slidell, n. 1997)
- Kiesha Brown, ex cestista statunitense (Atlanta, n. 1979)
- Leigha Brown, cestista statunitense (Auburn, n. 2000)
- Tatum Brown, ex cestista statunitense (Washington, n. 1978)
- Rushia Brown, ex cestista statunitense (New York, n. 1972)

## Chimici(1)
- Herbert Brown, chimico britannico (Londra, n. 1912 - Lafayette, † 2004)

## Chitarristi(2)
- Mel Brown, chitarrista statunitense (Jackson, n. 1939 - Kitchener, † 2009)
- Oli Brown, chitarrista e cantautore inglese (Norfolk, n. 1989)

## Cicliste su strada(1)
- Grace Brown, ex ciclista su strada australiana (Camperdown, n. 1992)

## Ciclisti(1)
- Sheldon Brown, ciclista e informatico statunitense (Boston, n. 1944 - Newton, † 2008)

## Ciclisti su strada(3)
- Graeme Brown, ex ciclista su strada e pistard australiano (Darwin, n. 1979)
- Connor Brown, ex ciclista su strada e pistard neozelandese (Città del Capo, n. 1998)
- Nathan Brown, ex ciclista su strada statunitense (Colorado Springs, n. 1991)

## Comici(1)
- Joe E. Brown, comico e attore statunitense (Holgate, n. 1892 - Brentwood, † 1973)

## Compositori(4)
- Bernard B. Brown, compositore statunitense (La Farge, n. 1898 - Glendale, † 1981)
- Earle Brown, compositore statunitense (Lunenburg, n. 1926 - Rye, † 2002)
- Jason Robert Brown, compositore e paroliere statunitense (Ossining, n. 1970)
- Lew Brown, compositore e paroliere statunitense (Odessa, n. 1893 - New York, † 1958)

## Compositori di scacchi(1)
- John Brown, compositore di scacchi britannico (Bridport, n. 1827 - Bridport, † 1863)

## Contrabbassisti(1)
- Ray Brown, contrabbassista statunitense (Pittsburgh, n. 1926 - Indianapolis, † 2002)

## Costumisti(1)
- Paul Brown, costumista e scenografo britannico (Cowbridge, n. 1960 - Crymych, † 2017)

## Crickettisti(1)
- Lesburn Brown, crickettista e calciatore giamaicano (n. 1949 - † 2018)

## Criminali(1)
- Jason Derek Brown, criminale statunitense (Los Angeles, n. 1969)

## Danzatrici(2)
- Carolyn Brown, danzatrice e coreografa statunitense (Fitchburg, n. 1927 - Millbrook, † 2025)
- Trisha Brown, ballerina e coreografa statunitense (Aberdeen, n. 1936 - San Antonio, † 2017)

## Direttori della fotografia(1)
- Karl Brown, direttore della fotografia, sceneggiatore e regista statunitense (McKeesport, n. 1896 - Woodland Hills, † 1990)

## Dirigenti sportivi(1)
- Mike Brown, dirigente sportivo statunitense (Massillon, n. 1935)

## Disc jockey(2)
- Doctor Dré, disc jockey e produttore discografico statunitense (Westbury, n. 1963)
- Scott Brown, disc jockey e produttore discografico scozzese (Glasgow, n. 1972)

## Disegnatori(1)
- Trevor Brown, disegnatore inglese (Brighton, n. 1959)

## Filantrope(1)
- Margaret Brown, filantropa, attivista e attrice statunitense (Hannibal, n. 1867 - New York, † 1932)

## Filosofe(1)
- Wendy Brown, filosofa statunitense (n. 1955)

## Filosofi(1)
- Thomas Brown, filosofo e medico scozzese (Kirkmabreck, n. 1778 - Londra, † 1820)

## Fumettisti(2)
- Chester Brown, fumettista canadese (Montreal, n. 1960)
- Bob Brown, fumettista statunitense (n. 1915 - † 1977)

## Generali(3)
- George Brown, generale inglese (Elgin, n. 1790 - † 1865)
- Jacob Brown, generale statunitense (Contea di Bucks, n. 1775 - Washington, † 1828)
- Joseph W. Brown, generale statunitense (Contea di Bucks, n. 1793 - Toledo, † 1880)

## Giocatori di baseball(5)
- Andrew Brown, ex giocatore di baseball statunitense (Dallas, n. 1984)
- Matthew Brown, ex giocatore di baseball statunitense (Bellevue, n. 1982)
- Mordecai Brown, giocatore di baseball statunitense (Nyesville, n. 1876 - Terre Haute, † 1948)
- Ray Brown, giocatore di baseball statunitense (Alger, n. 1908 - Dayton, † 1965)
- Willard Brown, giocatore di baseball statunitense (Shreveport, n. 1915 - Houston, † 1996)

## Giocatori di curling(1)
- William Brown, giocatore di curling britannico

## Giocatori di poker(1)
- Chad Brown, giocatore di poker, attore e personaggio televisivo statunitense (New York, n. 1961 - New York, † 2014)

## Giocatori di roque(1)
- Charles Brown, giocatore di roque statunitense (Onarga, n. 1867 - Oak Park, † 1937)

## Giocatori di snooker(1)
- Jordan Brown, giocatore di snooker britannico (Antrim, n. 1987)

## Golfisti(1)
- Campbell Brown, golfista statunitense (Economy, n. 1876 - Brookline, † 1951)

## Hockeisti su ghiaccio(1)
- Dustin Brown, hockeista su ghiaccio statunitense (Ithaca, n. 1984)

## Illusionisti(1)
- Derren Brown, illusionista e scrittore britannico (Londra, n. 1971)

## Imprenditori(4)
- David Brown, imprenditore britannico (Huddersfield, n. 1904 - Principato di Monaco, † 1993)
- Peter Brown, imprenditore britannico (Birkenhead, n. 1937)
- Walter A. Brown, imprenditore e dirigente sportivo statunitense (Hopkinton, n. 1905 - Boston, † 1964)
- Zak Brown, imprenditore, ex pilota automobilistico e dirigente sportivo statunitense (Los Angeles, n. 1971)

## Imprenditrici(1)
- Ola Brown, imprenditrice e medico britannica (Londra, n. 1986)

## Ingegneri(2)
- William Brown, ingegnere inglese (n. 1928 - Londra, † 2005)
- Yull Brown, ingegnere bulgaro (Varna, n. 1922 - Sydney, † 1998)

## Insegnanti(1)
- Hallie Quinn Brown, docente, scrittrice e attivista statunitense (Pittsburgh - Wilberforce, † 1949)

## Inventori(2)
- Garrett Brown, inventore statunitense (Long Branch, n. 1942)
- Wendell Brown, inventore, programmatore e informatico statunitense (Appalachi, n. 1961)

## Judoka(1)
- Kerrith Brown, ex judoka britannico (Wolverhampton, n. 1962)

## Letterati(1)
- Norman O. Brown, letterato statunitense (El Oro, n. 1913 - Santa Cruz, † 2002)

## Linguisti(1)
- Wella Brown, linguista e insegnante britannico

## Maratoneti(1)
- Jon Brown, ex maratoneta e mezzofondista britannico (Bridgend, n. 1971)

## Matematici(1)
- Ernest William Brown, matematico e astronomo inglese (n. 1866 - † 1938)

## Medici(1)
- John Brown, medico scozzese (n. 1735 - Londra, † 1788)

## Mezzofondisti(1)
- Horace Brown, mezzofondista statunitense (Madison, n. 1898 - Houston, † 1983)

## Militari(2)
- Charlie Brown, militare e aviatore statunitense (Weston, n. 1922 - Miami, † 2008)
- Jesse L. Brown, ufficiale statunitense (Hattiesburg, n. 1926 - Hamgyŏng Meridionale, † 1950)

## Modelle(3)
- Katharine Brown, modella scozzese (n. 1987)
- Sarah Brown, modella francese (Parigi, n. 1869 - Parigi, † 1896)
- Sharon Brown, modella statunitense (Webster Parish, n. 1943)

## Montatori(2)
- Barry Alexander Brown, montatore, regista e produttore cinematografico britannico (Warrington, n. 1960)
- Treg Brown, montatore statunitense (Gilbert, n. 1899 - Irvine, † 1984)

## Musicisti(5)
- Brendan B. Brown, musicista statunitense (Northport, n. 1973)
- Clarence "Gatemouth" Brown, musicista statunitense (Vinton, n. 1924 - Orange, † 2005)
- Ian Brown, musicista e compositore britannico (Warrington, n. 1963)
- Les Brown, musicista statunitense (Reinerton, n. 1912 - Pacific Palisades, † 2001)
- Matt Brown, musicista statunitense (New York, n. 1976)

## Musicologi(1)
- Howard Mayer Brown, musicologo statunitense (Los Angeles, n. 1930 - Venezia, † 1993)

## Naturalisti(1)
- Thomas Brown, naturalista britannico (Perth, n. 1785 - † 1862)

## Nuotatori(3)
- Adam Brown, nuotatore britannico (Cambridge, n. 1989)
- Devon Myles Brown, nuotatore sudafricano (Westville, n. 1992)
- Mike Brown, ex nuotatore canadese (Oshawa, n. 1984)

## Nuotatrici(1)
- Erika Brown, nuotatrice statunitense (Modesto, n. 1998)

## Paleontologi(1)
- Barnum Brown, paleontologo statunitense (Carbondale, n. 1873 - New York, † 1963)

## Pallanuotiste(1)
- Victoria Brown, pallanuotista australiana (Melbourne, n. 1985)

## Pallanuotisti(1)
- Allan Brown, ex pallanuotista sudafricano (Pretoria, n. 1937)

## Pallavoliste(3)
- Emily Brown, pallavolista statunitense (El Dorado, n. 1986)
- Julia Brown, pallavolista statunitense (Davidson, n. 1996)
- Kazmiere Brown, pallavolista statunitense (Bloomington, n. 1996)

## Pastore protestanti(1)
- Olympia Brown, pastora protestante e attivista statunitense (Contea di Kalamazoo, n. 1835 - Baltimora, † 1926)

## Pattinatori artistici su ghiaccio(2)
- Tim Brown, pattinatore artistico su ghiaccio statunitense (Loup City, n. 1938 - San Francisco, † 1989)
- Jason Brown, pattinatore artistico su ghiaccio statunitense (Los Angeles, n. 1994)

## Personaggi televisivi(1)
- Alton Brown, personaggio televisivo, conduttore televisivo e autore televisivo statunitense (Los Angeles, n. 1962)

## Pesiste(1)
- Earlene Brown, pesista e discobola statunitense (Latexo, n. 1935 - Compton, † 1983)

## Piloti automobilistici(4)
- Alan Brown, pilota automobilistico britannico (Malton, n. 1919 - Guildford, † 2004)
- Archie Scott Brown, pilota automobilistico britannico (Paisley, n. 1927 - Stavelot, † 1958)
- Walt Brown, pilota automobilistico statunitense (Springfield, n. 1911 - Carlisle, † 1951)
- Warwick Brown, ex pilota automobilistico australiano (Sydney, n. 1949)

## Piloti motociclistici(1)
- Bob Brown, pilota motociclistico australiano (Sydney, n. 1930 - Stoccarda, † 1960)

## Pistard(1)
- Laura Brown, ex pistard e ciclista su strada canadese (Calgary, n. 1986)

## Pittori(1)
- Ford Madox Brown, pittore inglese (Calais, n. 1821 - Londra, † 1893)

## Pittrici(1)
- Cecily Brown, pittrice britannica (Londra, n. 1969)

## Poeti(2)
- Jericho Brown, poeta statunitense (Shreveport, n. 1976)
- Pete Brown, poeta, paroliere e produttore discografico britannico (Ashtead, n. 1940 - † 2023)

## Politiche(3)
- Corrine Brown, politica statunitense (Jacksonville, n. 1946)
- Kate Brown, politica statunitense (Torrejón de Ardoz, n. 1960)
- Shontel Brown, politica statunitense (Cleveland, n. 1975)

## Politici(16)
- Gordon Brown, politico britannico (Glasgow, n. 1951)
- Anthony Brown, politico statunitense (Huntington, n. 1961)
- Pat Brown, politico e avvocato statunitense (San Francisco, n. 1905 - Beverly Hills, † 1996)
- Hank Brown, politico statunitense (Denver, n. 1940)
- Harold Brown, politico e fisico statunitense (New York, n. 1927 - Rancho Santa Fe, † 2019)
- Joseph E. Brown, politico statunitense (Pickens, n. 1821 - Atlanta, † 1894)
- Joseph M. Brown, politico statunitense (Canton, n. 1851 - Marietta, † 1932)
- Mark Brown, politico cookese (Avarua, n. 1963)
- Bob Brown, politico e ambientalista australiano (Oberon, n. 1944)
- Ron Brown, politico statunitense (Washington, n. 1941 - Ragusa di Dalmazia, † 1996)
- Scott Brown, politico e avvocato statunitense (Kittery, n. 1959)
- Thomas Brown, politico statunitense (Contea di Westmoreland, n. 1785 - Tallahassee, † 1867)
- Thomas Brown, politico statunitense (Indiana, n. 1917 - † 2002)
- Thomas Brown, politico statunitense (n. 1839 - † 1908)
- Aaron Venable Brown, politico statunitense (n. 1795 - Washington, † 1859)
- Willie Brown, politico statunitense (Mineola, n. 1934)

## Presbiteri(1)
- Raymond Edward Brown, presbitero statunitense (New York, n. 1928 - Menlo Park, † 1998)

## Produttori cinematografici(1)
- David Brown, produttore cinematografico statunitense (New York, n. 1916 - New York, † 2010)

## Produttori discografici(2)
- Scientist, produttore discografico giamaicano (Kingston, n. 1960)
- Terry Brown, produttore discografico canadese (Toronto, n. 1936)

## Progettisti(3)
- Charles Brown, progettista e imprenditore inglese (Uxbridge, n. 1827 - Basilea, † 1905)
- Charles Eugene Lancelot Brown, progettista e imprenditore svizzero (Winterthur, n. 1863 - Montagnola, † 1924)
- Sidney Brown, progettista, collezionista d'arte e imprenditore svizzero (Winterthur, n. 1865 - Baden, † 1941)

## Pugili(3)
- Joe Brown, pugile statunitense (Baton Rouge, n. 1926 - † 1997)
- Panama Al Brown, pugile panamense (Colón, n. 1902 - New York, † 1951)
- Dixie Kid, pugile statunitense (Fulton, n. 1883 - Los Angeles, † 1934)

## Rapper(4)
- Sleepy Brown, rapper e produttore discografico statunitense (Savannah, n. 1970)
- Kurupt, rapper e produttore discografico statunitense (Filadelfia, n. 1972)
- Swae Lee, rapper, cantante e produttore discografico statunitense (Inglewood, n. 1993)
- Rahzel, rapper, beatmaker e beatboxer statunitense (New York, n. 1964)

## Registi(4)
- Bruce Brown, regista, sceneggiatore e produttore cinematografico statunitense (San Francisco, n. 1937 - Santa Barbara, † 2017)
- Clarence Brown, regista, montatore e produttore cinematografico statunitense (Clinton, n. 1890 - Santa Monica, † 1987)
- Melville W. Brown, regista e sceneggiatore statunitense (Portland, n. 1887 - Hollywood, † 1938)
- Gregory Dark, regista, sceneggiatore e produttore cinematografico statunitense (Los Angeles, n. 1957)

## Rugbisti a 15(6)
- Alex Brown, rugbista a 15 britannico (Bristol, n. 1979)
- Fraser Brown, rugbista a 15 britannico (Lanark, n. 1989)
- Gordon Brown, rugbista a 15 britannico (Troon, n. 1947 - Troon, † 2001)
- Mike Brown, ex rugbista a 15 inglese (Southampton, n. 1985)
- Olo Brown, ex rugbista a 15 neozelandese (Apia, n. 1967)
- Tony Brown, ex rugbista a 15 e allenatore di rugby a 15 neozelandese (Balclutha, n. 1975)

## Sassofonisti(1)
- Marion Brown, sassofonista statunitense (Atlanta, n. 1931 - Hollywood, † 2010)

## Sceneggiatrici(1)
- Kaaren Lee Brown, sceneggiatrice e produttrice televisiva statunitense (New York)

## Scenografi(2)
- Hilyard M. Brown, scenografo statunitense (Lincoln, n. 1910 - Los Angeles, † 2002)
- Malcolm Brown, scenografo statunitense (n. 1903 - Los Angeles, † 1967)

## Sciatori alpini(3)
- Mike Brown, ex sciatore alpino statunitense (Denver, n. 1962)
- Phil Brown, ex sciatore alpino canadese (Toronto, n. 1991)
- Roger Brown, ex sciatore alpino statunitense (n. 1981)

## Sciatrici alpine(1)
- Cheyenne Brown, sciatrice alpina statunitense (n. 1999)

## Scienziati(1)
- Robert Brown, scienziato, esploratore e scrittore scozzese (Camster, n. 1842 - Londra, † 1895)

## Scrittori(11)
- Charles Brockden Brown, scrittore statunitense (Filadelfia, n. 1771 - † 1810)
- Christy Brown, scrittore, pittore e poeta irlandese (Dublino, n. 1932 - Somerset, † 1981)
- Dan Brown, scrittore statunitense (Exeter, n. 1964)
- Daniel James Brown, scrittore statunitense (Berkeley, n. 1951)
- Fredric Brown, scrittore statunitense (Cincinnati, n. 1906 - Tucson, † 1972)
- George Douglas Brown, romanziere e giornalista scozzese (Ayrshire Orientale, n. 1869 - Londra, † 1902)
- John Brown, scrittore statunitense (Cottonwood, n. 1966)
- Matthew Brown, scrittore e storico statunitense (Portland, n. 1964 - Utah, † 2011)
- Peter Brown, scrittore e illustratore statunitense (Hopewell, n. 1979)
- Sterling Brown, scrittore, poeta e critico letterario statunitense (Washington, n. 1901 - Washington, † 1989)
- William Wells Brown, scrittore, commediografo e storico statunitense (Lexington, n. 1814 - Chelsea, † 1884)

## Scrittrici(4)
- Alice Brown, scrittrice e poetessa statunitense (Hampton Falls, n. 1856 - Boston, † 1948)
- Judith C. Brown, scrittrice e storica statunitense (Buenos Aires, n. 1946)
- Rita Mae Brown, scrittrice, poetessa e sceneggiatrice statunitense (Hanover, n. 1944)
- Sandra Brown, scrittrice statunitense (Waco, n. 1948)

## Skater(2)
- Jake Brown, skater australiano (Sydney, n. 1974)
- Sky Brown, skater e surfista britannica (Miyazaki, n. 2008)

## Soprani(1)
- Anne Brown, soprano statunitense (Baltimora, n. 1912 - Oslo, † 2009)

## Storiche(1)
- Elizabeth Brown, storica statunitense (Louisville, n. 1932 - New York, † 2024)

## Storici(4)
- Horatio Brown, storico britannico (Nizza, n. 1854 - Belluno, † 1926)
- Kevin Brown, storico e museologo britannico (n. 1961)
- Peter Brown, storico irlandese (Dublino, n. 1935)
- Rawdon Brown, storico britannico (n. 1803 - Venezia, † 1883)

## Suonatrici di banjo(1)
- Alison Brown, suonatrice di banjo, chitarrista e cantautrice statunitense (Hartford, n. 1962)

## Tenniste(3)
- Amanda Brown, ex tennista britannica (n. 1965)
- Melissa Brown, ex tennista statunitense (n. 1968)
- Nina Brown, tennista britannica (Uxbridge, n. 1915 - Clayton, † 2018)

## Tennisti(7)
- Tom Brown, tennista statunitense (San Francisco, n. 1922 - Castro Valley, † 2011)
- Dustin Brown, ex tennista giamaicano (Celle, n. 1984)
- Geoff Brown, tennista australiano (Murrurundi, n. 1924 - † 2001)
- Jimmy Brown, ex tennista statunitense (Hialeah, n. 1965)
- John Brown, ex tennista australiano (Melbourne, n. 1940)
- Nick Brown, ex tennista britannico (Warrington, n. 1961)
- William Brown, ex tennista statunitense (Omaha, n. 1945)

## Tiratori a segno(1)
- Will Brown, tiratore a segno statunitense (n. 1991)

## Trombettisti(1)
- Clifford Brown, trombettista statunitense (Wilmington, n. 1930 - Pennsylvania, † 1956)

## Trombonisti(1)
- Lawrence Brown, trombonista statunitense (Kansas, n. 1907 - Los Angeles, † 1988)

## Truccatrici(1)
- Bobbi Brown, truccatrice statunitense (Chicago, n. 1957)

## Velisti(1)
- Ian Brown, ex velista australiano (n. 1954)

## Velociste(5)
- Aaliyah Brown, velocista statunitense (n. 1995)
- Alice Brown, ex velocista statunitense (Jackson, n. 1960)
- Audrey Brown, velocista britannica (Bankura, n. 1913 - Manchester, † 2005)
- Brittany Brown, velocista statunitense (n. 1995)
- Kaylyn Brown, velocista statunitense (Charlotte, n. 2004)

## Velocisti(5)
- Chris Brown, velocista bahamense (Eleuthera, n. 1978)
- Phil Brown, ex velocista britannico (Birmingham, n. 1962)
- Aaron Brown, velocista canadese (Toronto, n. 1992)
- Benjamin Brown, velocista statunitense (San Francisco, n. 1953 - Ontario, † 1996)
- Darrel Brown, velocista trinidadiano (Arima, n. 1984)

## Vescovi cattolici(2)
- Peter Brown, vescovo cattolico neozelandese (Greymouth, n. 1947)
- Tod David Brown, vescovo cattolico statunitense (San Francisco, n. 1936 - Orange, † 2023)

## Viaggiatori(1)
- Edward Brown, viaggiatore britannico (Norwich, n. 1644 - Northfleet, † 1708)

## Violinisti(1)
- Eddy Brown, violinista e insegnante statunitense (Chicago, n. 1895 - Abano Terme, † 1974)

## Wrestler(2)
- Monty Brown, ex wrestler e ex giocatore di football americano statunitense (Saginaw, n. 1970)
- Orville Brown, wrestler statunitense (Sharon, n. 1908 - Lee's Summit, † 1981)

## Senza attività specificata(2)
- Louise Brown, britannica (Oldham, n. 1978)
- Timothy Ray Brown, statunitense (Seattle, n. 1966 - Palm Springs, † 2020)